# هولمسوند
شهر هولمسوند (به سوئدی: Holmsund) در ناحیه شهری اومئا در کشور سوئد واقع شده‌است. جمعیت این شهر ۹۹۹٫۷۳  نفر است.

## نگارخانه

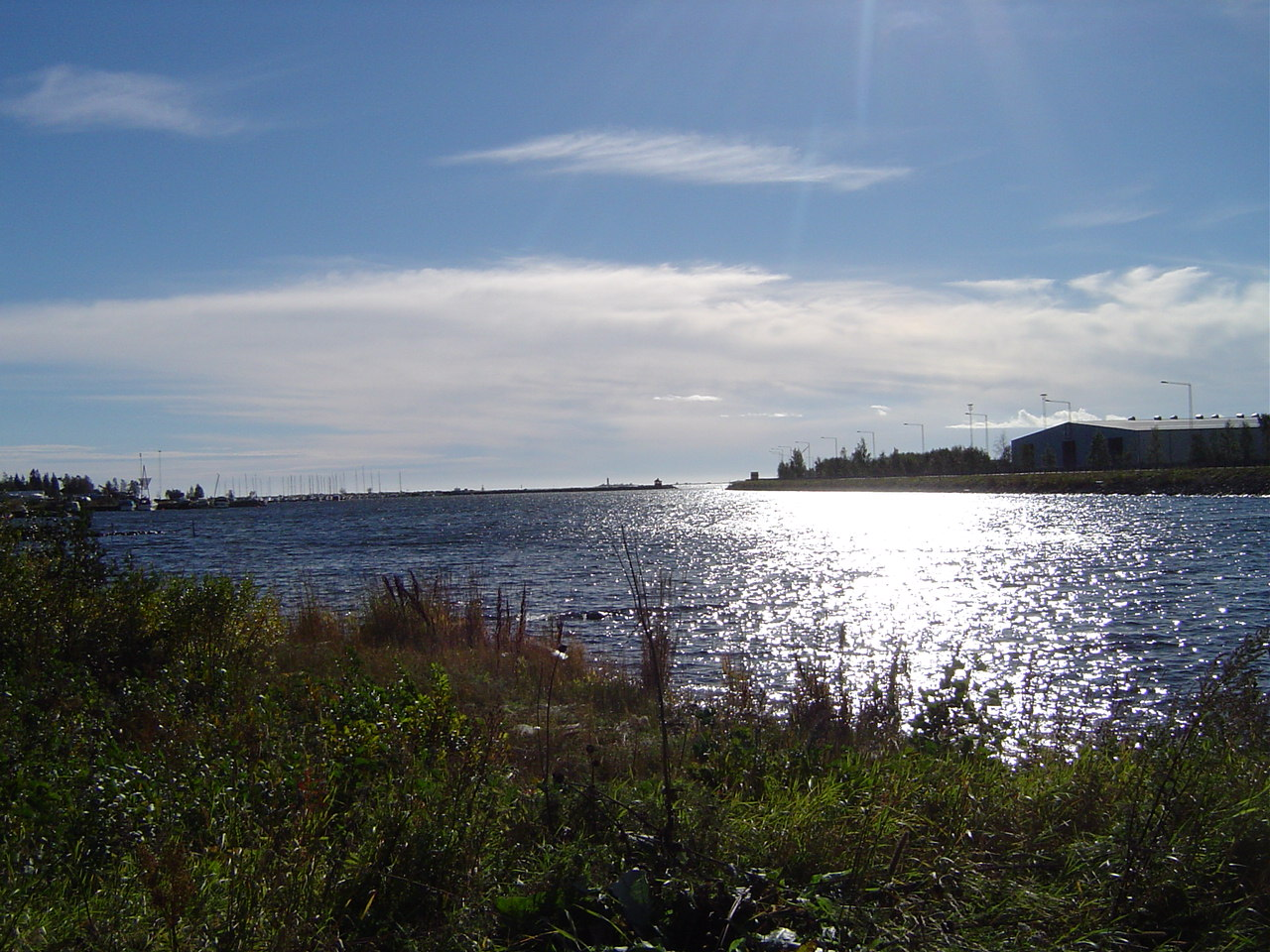
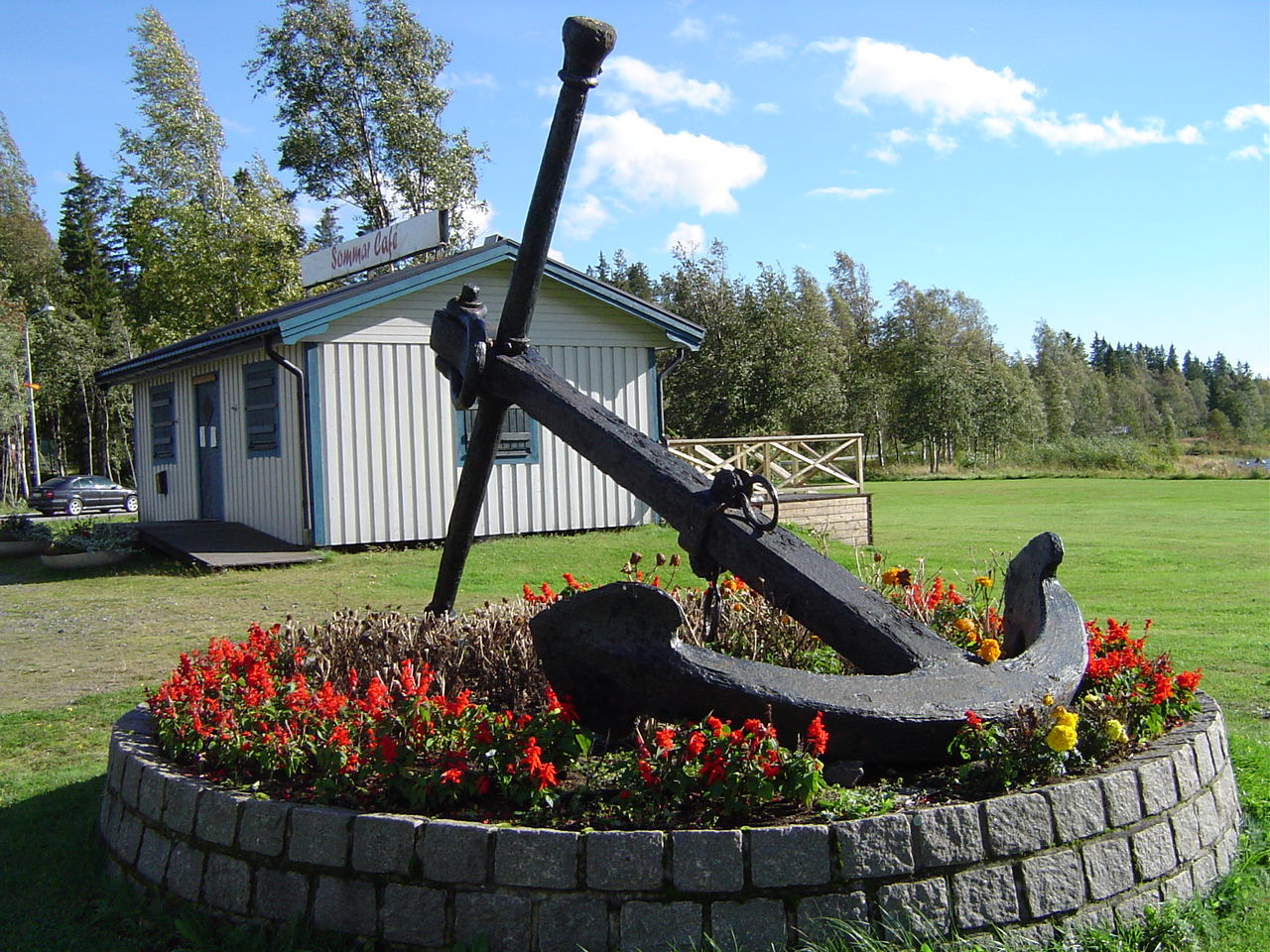
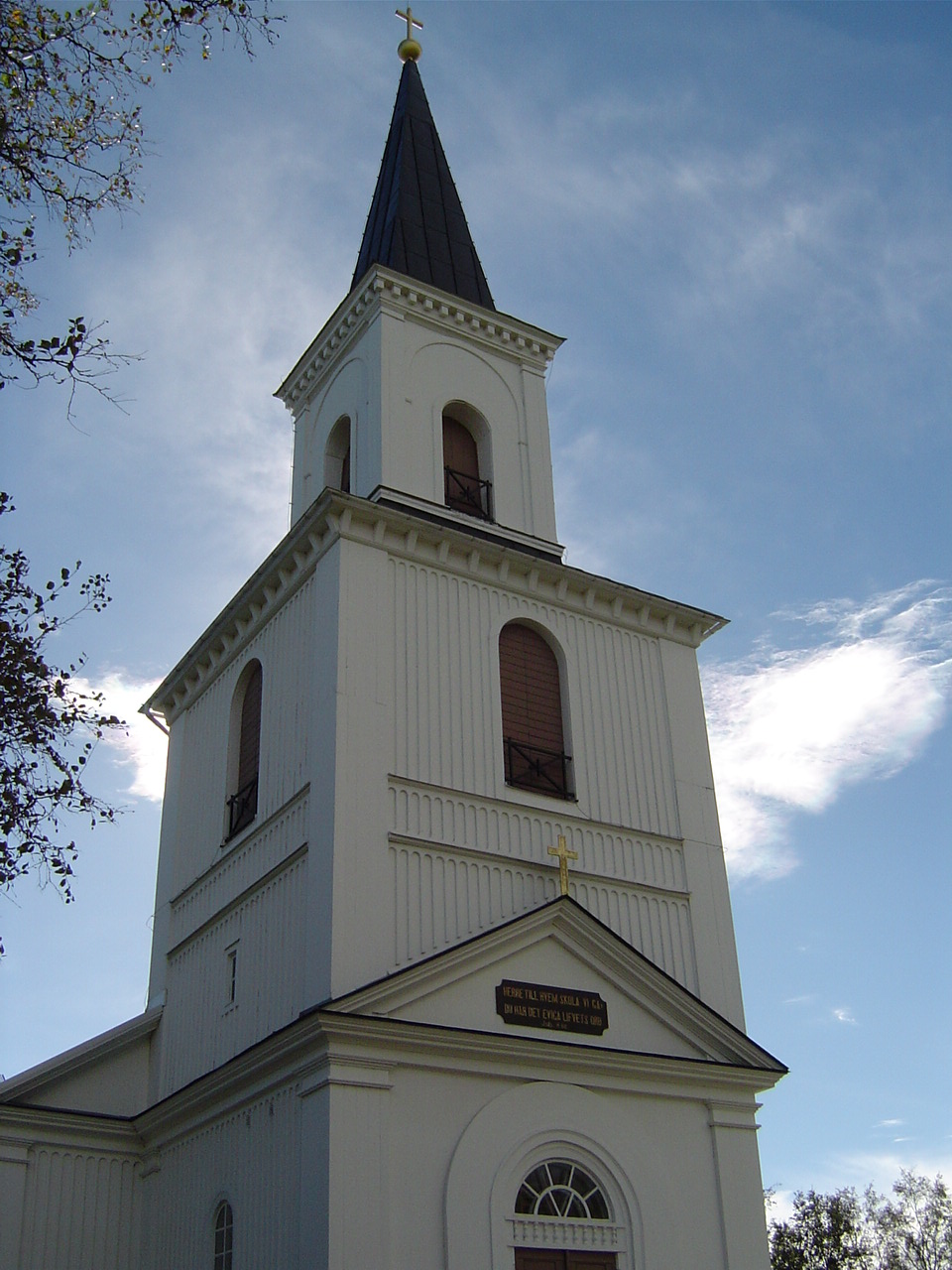
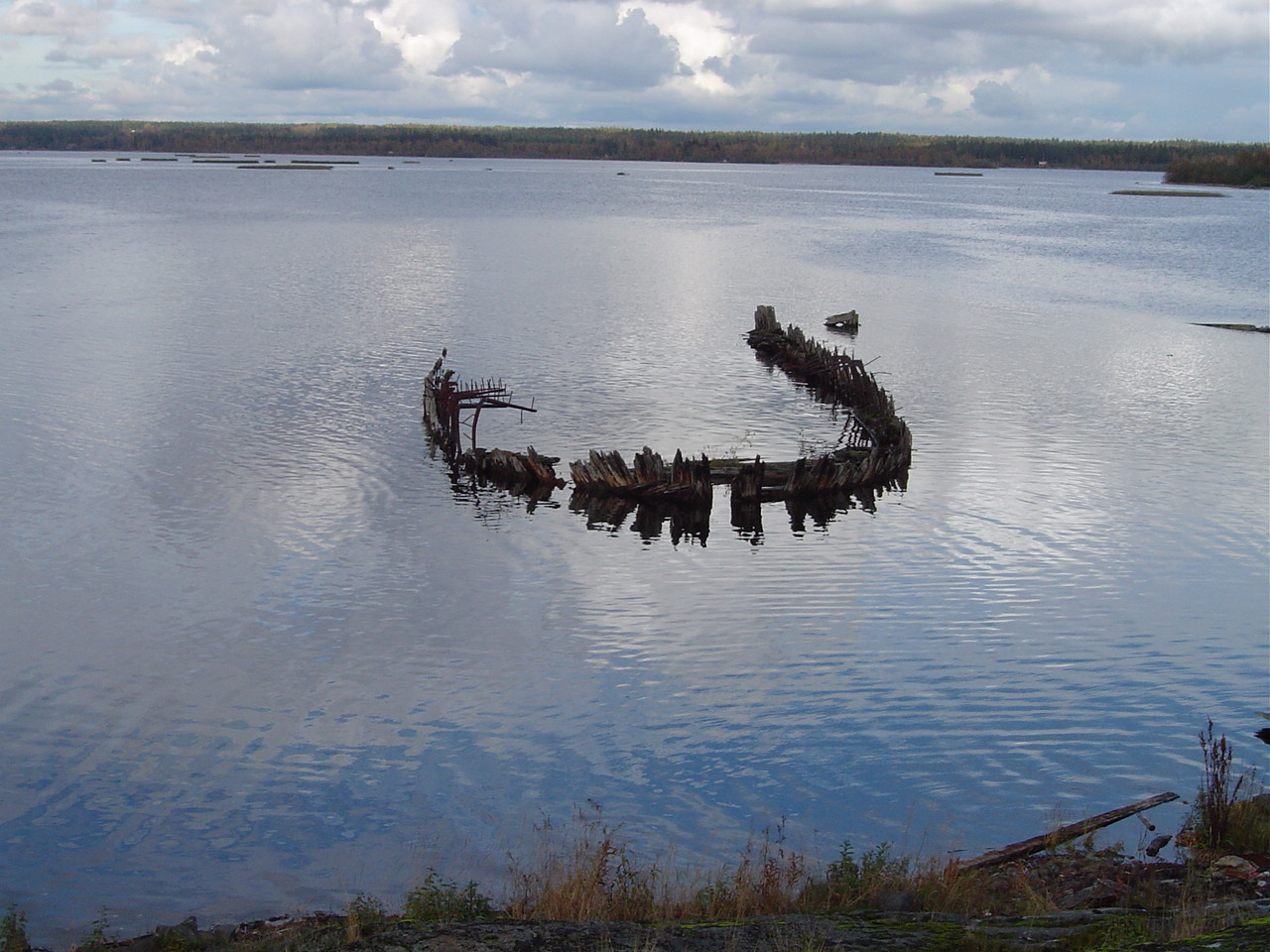
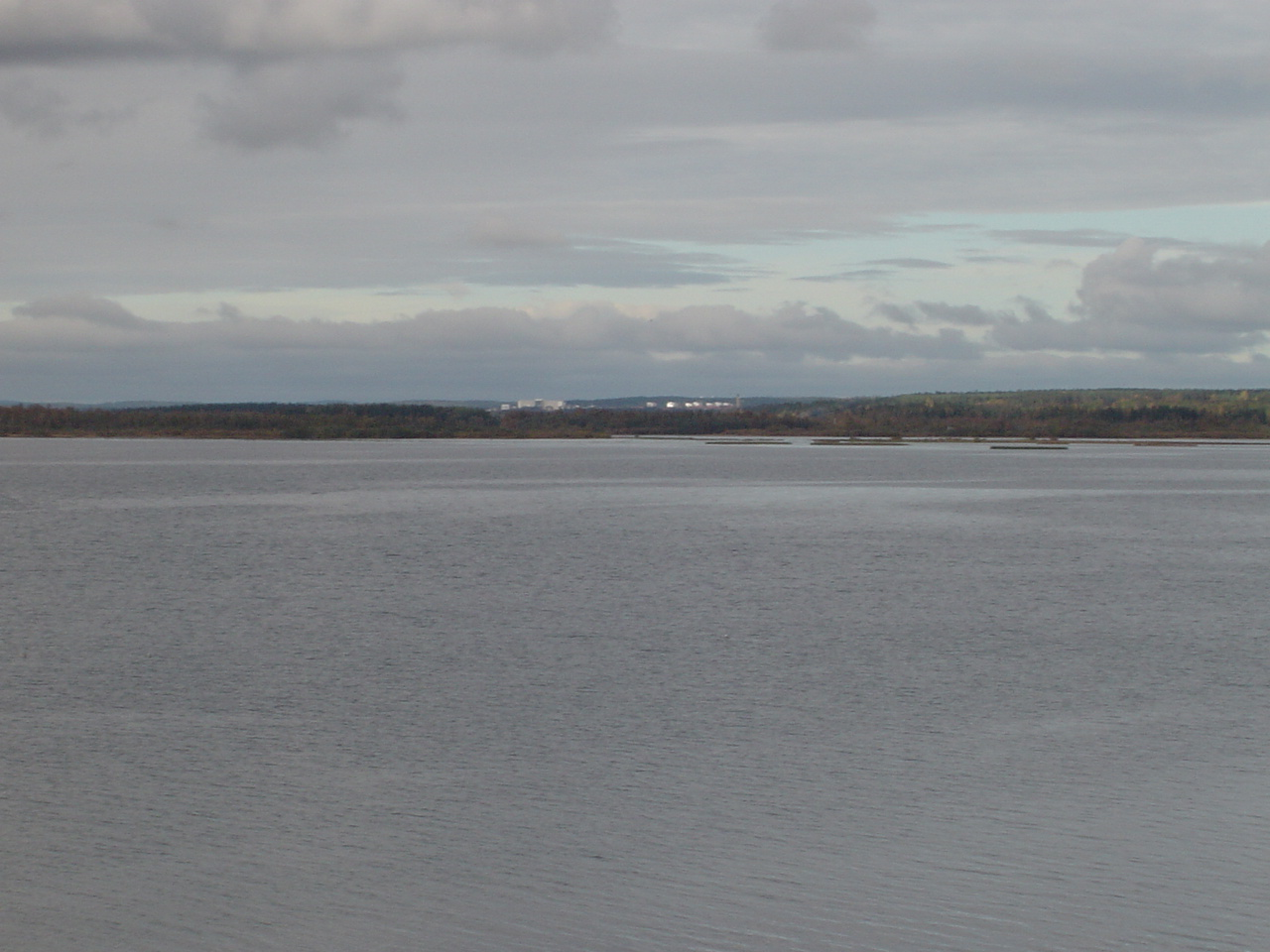